# 3547 Serov
3547 Serov eller 1978 TM6 är en asteroid i huvudbältet som upptäcktes den 2 oktober 1978 av den sovjetisk-ryska astronomen Ljudmila Zjuravljova vid Krims astrofysiska observatorium på Krim. Den har fått sitt namn efter den ryske målaren Valentin Serov.